# Orchard (Teksas)
Orchard – miasto w Stanach Zjednoczonych, w stanie Teksas, w hrabstwie Ellis.